# قسم غوغ تبة الريفي (مقاطعة بيله سوار)
قسم غوغ تبة الريفي (بالفارسية: دهستان گوگ تپه) هي منطقة سكنية تقع في إيران في قسم. يقدر عدد سكانها بـ 11,391 نسمة .